# Port Said
Port Said (arapski: بور سعيد, transliteracija: Būr Sa'īd) je grad u sjeveroistočnom Egiptu, na obali Sredozemnog mora, na ulazu u Sueski kanal. Nalazi se oko 200 km sjeveroistočno od glavnog grada Kaira.
Grad je dobio ime po bivšem egipatskom potkralju Muhamedu Saidu.

## Povijest
Port Said je osnovan 1859. kao naselje u kojem su živjeli radnici koji su gradili Sueski kanal. Osnovao ga je tadašnji egipatski potkralj Muhamed Said paša prema kojem je grad dobio ime. S obzirom na njegov položaj na ulazu iz Sredozemnog mora u Sueski kanal, brzo se razvio kao značajna luka. U njemu brodovi čekaju na prolaz kanalom i plaćaju pristojbe, te se razvija trgovačka djelatnost.
Autor Kipa slobode u New Yorku, Frédéric Bartholdi, posjetio je gradilište Sueskog kanala i u Port Saidu dobio inspiraciju za gradnju ogromnog kipa s bakljom koji je originalno namjeravao postaviti na ulazu u Sueski kanal.
Grad je razoren za vrijeme Sueske krize 1956. – 1957. kad je Egipat nacionalizirao Sueski kanal, a također i za Šestodnevnog rata 1967. i Jomkipurskog rata 1973. između Egipta i Izraela. Poslije rata se grad brzo obnavlja.

## Zemljopis
Port Said je smješten na obali Sredozemnog mora, na početku Sueskog kanala. Grad se nalazi na pješčanoj prevlaci između mora i boćatog jezera (lagune) Manzala. Manzala je najistočniji odvojak delte Nila. Port Said se nalazi na umjetnom otoku koji je stvoren izgradnjom kanala koji povezuje Sueski kanal i jezero Manzala. Klima je pustinjska s malo padalina.

## Gospodarstvo
Gospodarsku osnovicu Port Saida čine, pored luke, industrije poput kemijske, prehrambene i proizvodnja cigareta i soli. Nekada je vrlo važna gospodarska grana bilo ribarstvo.
Port Said je i vrlo važna luka za izvoz egipatskih proizvoda kao što su pamuk i riža, a i važna je postaja za punjenje gorivom brojnim brodovima koji prolaze kroz Sueski kanal. Najvažnija je egipatska luka iza Aleksandrije. Port Saidu mnogo pomaže činjenica što je bescarinska luka.
Ljetno je odmaralište za Egipćane.

## Kultura
U Port Saidu postoje građevine tradicionalne islamske arhitekture, europske kolonijalne arhitekture iz 19. st. i novije zgrade građene prema europskom uzoru. Brojne stare kuće s velikim balkonima na svim katovima daju ovom gradu poseban šarm. Značajan je Nacionalni muzej s brojnim egipatskim kulturnim ostacima i Vojni muzej.

## Zanimljivosti
Port Saidov grad bliznac je Port Fouad, koji se nalazi na istočnoj strani kanala. Ova dva grada su u suživotu do te mjere da je teško reći da postoji gradsko središte u Port Fouadu. Ova dva grada spajaju trajekti koji prometuju cijeli dan.

## Poznati stanovnici
- Cecil Purdy, australski šahist, višestruki australski prvak
- Mohamed Zidan, egipatski nogometaš

## Grad prijatelj
- Volgograd,  Rusija

## Vanjske poveznice
- Službene stranice  Arhivirana inačica izvorne stranice od 7. listopada 2005. (Wayback Machine)
- Satelitska slika na Google Maps-u